# Civil War
"Civil War" é uma canção do grupo de hard rock norte-americano, Guns N' Roses, originalmente gravada para Nobody's Child, um disco para arrecadar fundos para crianças órfãs da Romênia, e depois incluída no álbum Use Your Illusion II. É uma canção-protesto contra guerras, dizendo que guerras "civis" apenas "enterram os pobres enquanto alimentam os ricos".

## Composição
A canção começou a ser gravada em meados dos anos 80, como um instrumental escrito por Slash antes de embarcarem para o japão para umas de suas turnês conhecida como Appetite for Destruction. Axl Rose mais tarde incluiu letras, e a canção foi terminada na cidade de Melbourne, Austrália. O outro compositor da faixa, Duff McKagan, diz que ele acrescentou letras baseadas em suas experiências de vida, como uma marcha para Martin Luther King ("Did you wear the black arm band when they shot the man who said: 'Peace could last forever'"?). Foi a última faixa gravada pelo baterista Steven Adler, que aconteceu em dezembro de 1989. As dificuldades de Adler com as drogas levaram as gravações de "Civil War" a demorar mais de 30 takes. A música tem dois samples, um discurso do filme Cool Hand Luke no começo, e um discurso de um general peruano no último solo. Trechos da marcha "When Johnny Comes Marching Home" aparecem no começo e final da música. Nas apresentações ao vivo de "Civil War", Slash costumava abrir a faixa com o riff de "Voodoo Child", de Jimi Hendrix.
Foi lançada no CD demo 'Rumbo Tapes' de 1987 e como single em 1989, e depois mais tarde remasterizada e lançada junto ao álbum Use Your Illusion.

## Créditos
- Axl Rose - vocais, assobio
- Izzy Stradlin - guitarra rítmica
- Slash - guitarra solo e acústica
- Duff McKagan - baixo, backing vocals
- Steven Adler - bateria
- Dizzy Reed - piano, backing vocals